# Tablillas de maldición de Pidna
Las tablillas de la maldición de Pidna son una colección de seis textos o catálogos escritos en griego antiguo que se encontraron en las ruinas de Pidna, una importante ciudad del reino de Macedonia, entre 1994 y 1997. Se descubrieron durante las excavaciones arqueológicas del cementerio de Makrí Gialós y fueron publicadas por primera vez por Curbera y Jordan en 2003. 
Cada tablilla contiene una maldición o hechizo mágico (en griego antiguo: κατάδεσμος) tablilla de maldición), 
probablemente todas de carácter judicial, y se ha datado en el siglo IV a. C. Tres de ellas son meros catálogos de nombres, mientras que las demás contienen además un lenguaje que indica que estaban destinadas a influir en los procedimientos judiciales. Las tablillas documentan en total a 66 individuos, la mayoría de los cuales llevan nombres griegos muy conocidos. Los sustantivos de las tablillas pueden caracterizarse en general como típicamente antiguo macedonio (por ejemplo, Amintas, Filipo, Pausanias, etc.).. Las tablillas han contribuido de forma importante a la comprensión moderna de la antroponimia y la prosopografía de la antigua Macedonia, sobre todo en la ciudad de Pidna.

## Interpretación
Basándonos en el lenguaje de las tablillas de maldiciones de Pidna, es evidente que fueron ocasionadas por pleitos. Aunque la mitad de ellas son solo catálogos de nombres, es posible que todas fueran de naturaleza judicial, con la intención de influir en los procedimientos legales.  Las seis tablillas se colocaron en tumbas, reflejando la práctica de los magos griegos de colocar su hechizo en el santuario de una deidad o junto a un cuerpo recién enterrado, asegurándose de que el hechizo sería llevado con éxito al inframundo griego. Las tablillas muestran temas conocidos, como la colocación de la lengua de las víctimas, los verbos de atar (en griego antiguo: καταδεσμεύω) y escritura (en griego antiguo: καταγράφω), así como la forma de las listas de nombres en columnas. Todo lo anterior indica que los escribas de Pidna recurrieron a un acervo común de expresiones, formatos y fórmulas maldicientes a la hora de construir sus propias tablillas de maldiciones en un contexto macedonio. Las tablillas no difieren significativamente de las expresiones y formatos estándar del griego ático del siglo IV a. C., salvo quizá por el verbo en griego antiguo: μαίνεται, (enfurecerse), un rasgo único para esta época, y el verbo en griego antiguo: καταγράφω, igualmente raro para las tablillas de maldiciones áticas de este siglo, pero atestiguado en otra tablilla macedonia contemporánea de Aretusa, así como en la más conocida tablilla de maldición de Pela.
Desde un punto de vista lingüístico, las tablillas no aportan nada inesperado para una ciudad macedonia del siglo IV a. C. situada en las proximidades de Tesalia. 
Los rasgos lingüísticos locales están presentes, como el cambio entre pt > kt en los nombres propios (por ejemplo, “'Ktolemmas”' para “”Ptolomeo“”), la vocal larga /ā/ /ā/, la preposición en griego antiguo: πέρ por περί, y la duplicación de sigma ante consonantes (es decir, Arisstion, etc.). La presión de la creciente influencia del ático-iónico también es visible en rasgos como la condicionales en griego antiguo: ἂν y εί, y el pronombre en griego antiguo: ἐκεῖνος. 
Dado que los signos de esta 'koiné» están presentes aquí dentro de los textos judiciales, que se documentan en toda la palabra griega, no es seguro hasta qué punto se reflejan también en la variedad hablada de Pidna. No está claro si la documentación de estas formas áticas fuera del Ática puede considerarse una indicación de la influencia ática en la variedad local o como parte de una koiné ritual generalizada. En cuanto a la onomástica de las tablillas, la mayoría de los nombres reconocibles son bien conocidos en todo el mundo griego, algunos de ellos son nombres griegos documentados por primera vez (“hápax”), mientras que muchos son particularmente reconocidos como típicamente macedonio. Las tablillas documentan en total a 66 individuos; un par de ellas llevan los mismos nombres, mientras que otras han sufrido daños importantes que hacen imposible la identificación de los nombres. Las prácticas mágicas en la antigua Macedonia son de especial interés, ya que arrojan luz sobre las creencias religiosas populares y no exclusivamente sobre las prácticas de las élites macedonias. Aunque anteriormente se había ignorado por su escasa importancia, se ha demostrado que la magia se practicaba ampliamente en toda el mundo griego antiguo en conjunción con la creencias religiosas oficial. Dicho esto, la magia seguía siendo una práctica marginal, realizada en gran parte en secreto, y asociada con el inframundo y los demones. Los rituales de escritura de maldiciones se realizaban en la capital macedonia mucho antes de la época de Filipo II, y continuaron floreciendo en ciudades como Pela y Pidna durante la época de expansión y urbanización de Macedonia. A mediados del siglo IV a. C., los asentamientos vecinos que habían pasado a estar bajo control macedonio producirían un puñado de tablillas de maldiciones propias, incluidas las ciudades de Aretusa, Oreokastro y Acanto.

## Textos y traducción
| Griego         |          | Traducción |          |
| -------------- | -------- | ---------- | -------- |
| 1. [--]ΙΝΑ     | ]ΝΙΚΩΝ   | [--]INA    | ]NIKON   |
| 2. Νίκανδρος   | ]ΥΚΙΤΤΟ[ | Nikandros  | ]YKITTO[ |
| 3. Ἑλλάν       |          | Hellan     |          |
| 4. Εὐφάνιος    |          | Eufanio    |          |
| 5. [--]ητος    |          | [--]etos   |          |
| 6. Νικωνίδας   |          | Niconidas  |          |
| 7. Εὐθύδικος   |          | Eutediko   |          |
| 8. Λυσίδαμο[ς] |          | Lisidamos  |          |
| 9. Ἃρπαλος     |          | Hárpalo    |          |
| 10. Δωρώς      |          | Doros      |          |
| 11. Ναύτας     |          | Nautas     |          |

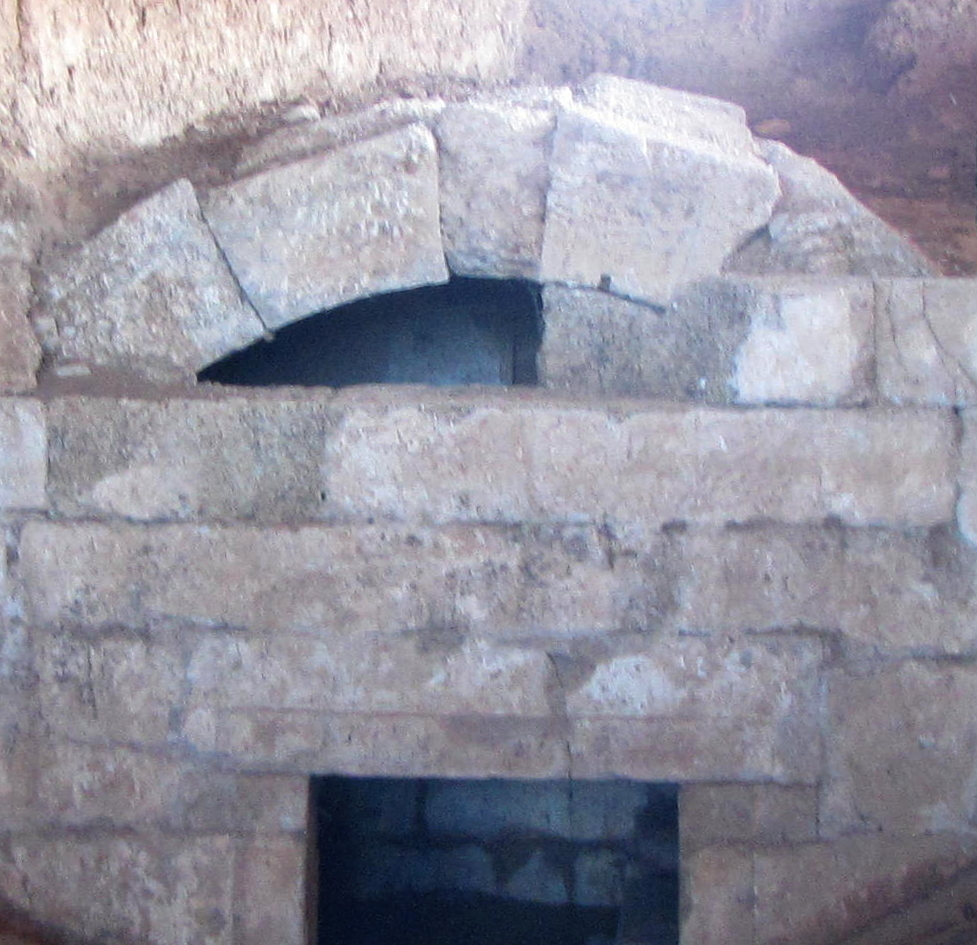
Antigua tumba macedonia situada en la necrópolis de Pidna meridional.

Guardada en notas preliminares de excavación, la tablilla suministra nombres griegos ya conocidos, entre los cuales Hárpalo es el más frecuentemente documentado en Macedonia. El nombre “'Dōrōs”' se atestigua por primera vez; es una versión abreviada de “'Dōrōndas”' (Δωρώνδας), que lleva la característica terminación -ώς.
| Griego               |                 | Traducción         |                |
| -------------------- | --------------- | ------------------ | -------------- |
| 1. Νίκυλλα           | 7. Εὐρην[--]    | Niquilla           | Euren[--]      |
| 2. Πολεμοκράτης      | 8. Βουλόνα      | Polemocrates       | Boulona        |
| 3. Νικόλαος          | 9. Στρατονίκ[α] | Nicolao            | Estratónic[a?] |
| 4. Θράσων ὁ Νικύλλας | 10. Πολυκάστ[α] | Trason ho Nicillas | Policast[a?]   |
| 5. Ἱππίας            | 11. Ἀντιφίλα    | Hipias             | Antifila       |
| 6. Εὐβούλα           | 12. Γαλέστας    | Eubula             | Galestas       |
|                      | 13. Φιλάν       |                    | Filan          |
|                      | 14. Τιμοκράτης  |                    | Timócrates     |
|                      | 15. Ταρρίας     |                    | Tarrias        |

La tablilla consta de dos columnas y está escrita con letras inusualmente grandes. De las seis tablillas, es la única que incluye nombres femeninos (Nikylla, Eubula, Antifila, etc.). La mayoría de los nombres son bien conocidos y han sido testimoniados en otros lugares. Una nueva variante del nombre es “'Bulona”', relacionado con “'Bulonoa”' (en griego antiguo: Βουλονόα) que está documentado en Tesalia. Del mismo modo, “'Filan”' es una variante local, hasta ahora no documentada, de “'Filaōn”' (en griego antiguo: Φιλάων). Las terminaciones de los números siete, nueve y diez se han perdido. Los nombres potenciales para el siete podrían ser “Eurenoa” (en griego antiguo: Εὐρην[όα]) y “Eurenoma”' (en griego antiguo: Εὐρην[όμα]), o sus formas masculinas equivalentes. 
Es más probable que los nombres en nueve y diez fueran femeninos (es decir, “Estratónica” y “Polikasta”), en lugar de sus homólogos masculinos menos comunes “Estratónico” y “Policasto”.
| Griego         | Traducción  |
| -------------- | ----------- |
| 1. Δι[ό]γνητος | Di[o]gnetos |
| 2. Θεύτιμος    | Teutimos    |
| 3. Παυράτας    | Pauratas    |
| 4. Κυλλίσ[--]  | Kíllis[--]  |
| 5. Λ[----]     | L[----]     |

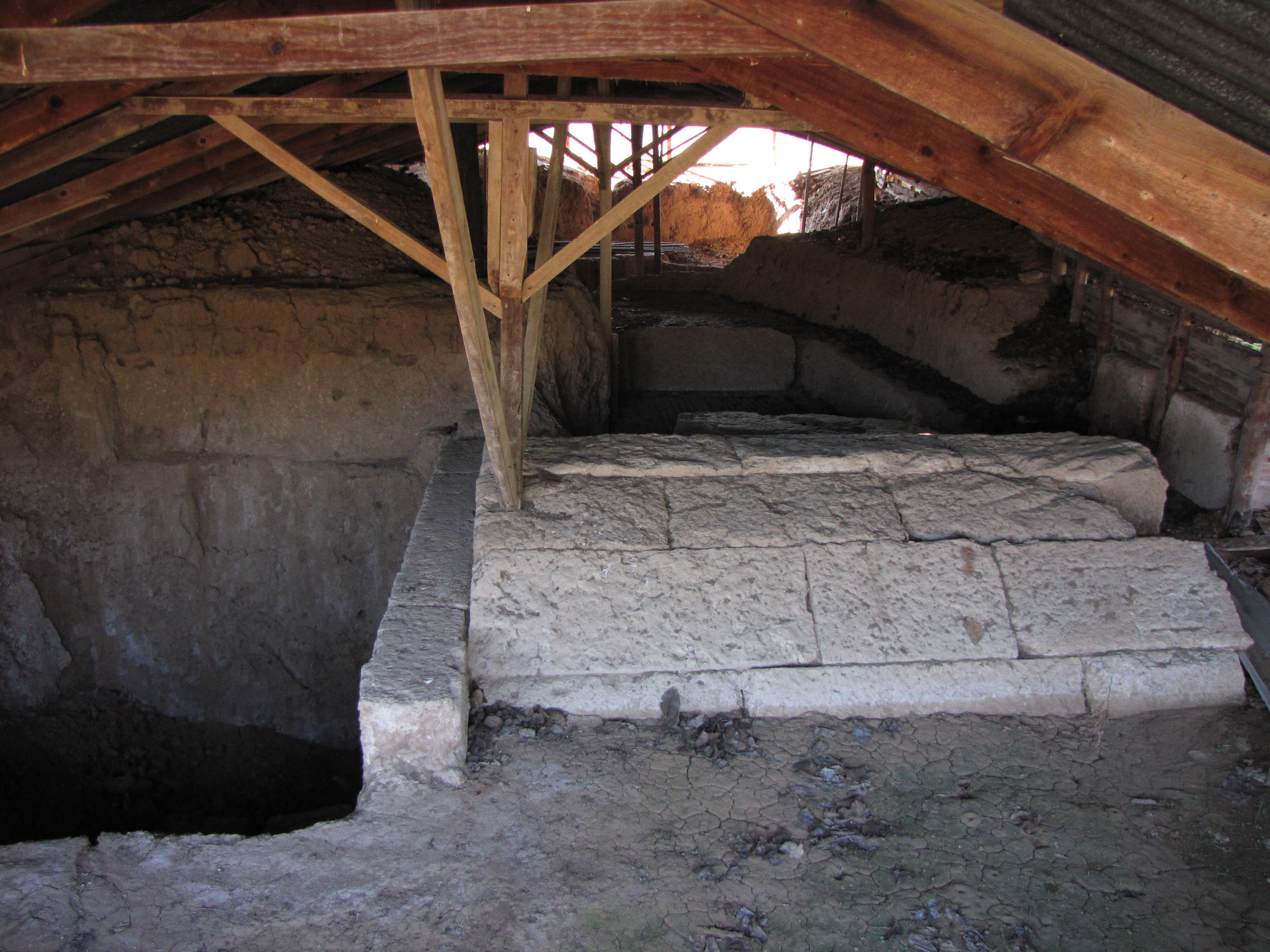
Tumbas de la antigua Macedonia situadas al sur de Makrí Gialós, necrópolis de Pidna.

El nombre “'Pauratas”' está atestiguado por primera vez; deriva de “'pauros”' (en griego antiguo: παύρος), ‘pequeño’) seguido del mismo sufijo que el nombre “'Megatas”'. El nombre del número cuatro está incompleto, pero la raíz está formada por la palabra κυλλός ‘patizambo’).
| Griego          |                    | Traducción   |                                      |
| --------------- | ------------------ | ------------ | ------------------------------------ |
| 1. Εὐίππας      | 5. Ἀμύντωρ         | Euippas      | Amíntor                              |
|                 | 6. Κλέανδρος       |              | Cleandro                             |
| 2. Σιτάλκα[ς]   | 7. Μικαλῖνος       | Sitalca[s]   | Micalino                             |
| 3. Καλλίας      | 8. [Ἁ]γησίας       | Calias       | [A]gesias                            |
| 4. Πολεμοκράτης | 9. καὶ ἂν τις      | Polemócrates | y si alguien otro en su nombre [...] |
|                 | 10. ἄλλος ὑ πὲρ ἐ- |              | y si alguien otro en su nombre [...] |
|                 | 11. κείνου         |              | y si alguien otro en su nombre [...] |

La tablilla no parece incluir ningún verbo maldiciente, sino una frase más general (ahora incompleta) al final; un formato común de una tablilla de maldición del siglo IV a. C.., como es evidente en otros ejemplos de Ática, Lesbos y Lócrida Opuntia. La última frase menciona a los aliados de un hombre (ἐκείνου}}, muy probablemente de Euippas, cuyo nombre se coloca primero y parece distinguirse del resto. Las letras peculiares en griego antiguo: ΑΛΛΟΣΥΠΕΡΕ indican que el escritor inicialmente optó por en griego antiguo: πὲρ ἐκείνου (que refleja la forma local, influenciada por Tesalia), que luego se corrigió a en griego antiguo: ὑπὲρ ἐκείνου (‘en nombre de él’), reflejando en su lugar la forma koiné. La creciente influencia de la koiné también es visible en condicional ἂν (es decir, en griego antiguo: ἐάν).
| Griego                                                    | Traducción |
| --------------------------------------------------------- | --- |
| 1. Παυσανίας, Ἱππίας, Λυγκωρίτα[ς]                        | Pausanias, Hipias, Lincoritas |
| 2. Σιμμίας, Τρόχας, Κρατεύας, Αἲολος                      | Simias, Trocas, Krateuas, Aiolos |
| 3. Γε μας, Ἀμηρύγκας, Ορωιδυος                            | Ge mas, Amerincas, Oroidios |
| 4. Λιμναῖος, Θεόπροπος, Ἀρρύβας                           | Limneo. Teopropos, Arribas |
| 5. Φίλιππος, Μένυλλος, Ἂσανδρος                           | Filipo, Menilos, Asandro |
| 6. Φιλώνιχος, Κτολέμμα[ς], Λόκρος                         | Filonicos, Ktolemmas, Locro |
| 7. Ἂλκιμος, Ἀμύντας, καὶ ὃστις Σιμμίαι                    | Alkimos, Amintas, y quienquiera que esté con Simmias y (con) Trocas, y Crateuas, y Pausanias como co-litigante Escribo las lenguas de todos estos hombres. |
| 8. καὶ Τρόχαι [συν] καὶ Κρατεύαι καὶ Παυσανίαι σύνδικο[ς] | Alkimos, Amintas, y quienquiera que esté con Simmias y (con) Trocas, y Crateuas, y Pausanias como co-litigante Escribo las lenguas de todos estos hombres. |
| 9. καταγράφω τὰς γ[λ]ώσσας ἐκείνων πάντων ἀνδρῶ[ν]        | Alkimos, Amintas, y quienquiera que esté con Simmias y (con) Trocas, y Crateuas, y Pausanias como co-litigante Escribo las lenguas de todos estos hombres. |

El lenguaje de la tablilla, concretamente las palabras en griego antiguo: σύνδικος (‘colitigante’) y en griego antiguo: γλώσσας (‘lenguas’), indican claramente el carácter judicial de la maldición, compuesta especialmente para influir en un pleito silenciando a los aliados de Simmias, Trocas, Krateuas y Pausanias. La mayoría de los nombres que se mencionan aquí son conocidos en la región y son típicamente macedonios antiguos (e. g. Amintas, Krateuas, Filipo etc.). 
La ausencia de la -“s” final en «“Linkorita[s]»” y «“Ktolemma[s]»” es un fenómeno familiar en el griego noroccidental, mientras que la frecuente aparición de la terminación -“as”' en la tablilla es un indicio de su carácter eólico-dórico. El nombre “'Ktolemmas”' es una variación de “'Ptolemmas”' (Πτολέμμας), un nombre familiar en la antigua Macedónide.
cf. Ptolomeo), mostrando el desplazamiento documentado entre pt > kt.; 
Como tal, el texto puede ser caracterizado en general como macedonio, en términos de onomástica y rasgos lingüísticos. El verbo καταγράφω y las siguientes expresiones utilizadas contra litigantes rivales, que también aparecen en una tablilla de maldición de Aretusa, también pueden ser una indicación de la influencia de rápido crecimiento de una koiné ritual en el norte del Egeo.
| Griego                      |                            | Traducción            |                                          |
| --------------------------- | -------------------------- | --------------------- | ---------------------------------------- |
| 1. Καταδεσσμεύω τὰς γλώσσας | 7. καί εἴ τις ἄλλοις       | Ato las lenguas       | y si algún otro enemigo rabia con locura |
| 2. Χωροτίμο                 | 8. τι μαίνεται             | of Corotimo,          | y si algún otro enemigo rabia con locura |
| 3. Διονυσίο, Αμδώκο         | 9. ἐχθρός                  | Dionisios, Am[a]doco, | y si algún otro enemigo rabia con locura |
| 4. Ἀρισστίωνος              | 10. [μ]ὴ δυνάσσθω ἀν-      | Aristion,             | que no pueda hablar contra mí, ni [...]  |
| 5. Πρωτοχάρεος              | 11. [τ]ιλέγε[ι]ν μήδ[ε --] | Protocares,           | que no pueda hablar contra mí, ni [...]  |
| 6. Ἀμυντίχο                 |                            | Amintico,             |                                          |

El propósito de esta tablilla, como es evidente por su estructura y lenguaje únicos, era influir en un pleito, apuntando a las lenguas de los litigantes e impidiendo la capacidad de un enemigo potencial de «hablar contra» el escritor (en griego antiguo: ἀντιλέγειν). El verbo principal en griego antiguo: καταδεσμεύω también aparece en otras tablillas de maldiciones del siglo IV a. C. procedentes de Ática y Eubea, y vuelve a ir acompañado de la palabra en griego antiguo: ἐχθρός (‘enemigo’). El condicional koiné (o jónico) εἴ también está presente. (‘enloquecer’).  Por otra parte, este es el primer caso en que el verbo en griego antiguo: μαίνεται está atestiguado en una tablilla de maldición. La tablilla muestra la característica duplicación local de sigma, como en el nombre Aris(s)tion (en griego antiguo: Ἀρισστίων) y los verbos en griego antiguo: καταδεσμεύω y en griego antiguo: δυνάσθω. ‘ser capaz’. 